# Gens Arrúncia
La gens Arrúncia (llatí: Arruntia gens) fou una gens romana d'origen plebeu que assolí rellevància cap al final de la República i ja dins l'Imperi. Probablement tenia un origen etrusc, car el nomen Arruntius és un patronímic del prenom etrusc Arruns, que devien portar els primers membres de la família (però que no s'ha documentat). Els praenomina més comuns entre els membres de la família foren Luci i Marc; en menor mesura també s'han documentat Gai i Quint.
Pel que fa a les línies i branques de la família, l'historiador Ronald Syme n'identificà tres dins els Arruncis: la que comença amb l'almirall Luci Arrunci i continua amb l'adopció de Luci Arrunci Camil Escribonià, una altra originària de Patàvium i una tercera que provenia de Lícia, on s'establí un tal Arrunci els primers anys de l'Imperi Romà.

## Membres
Entre els membres de la gens hi havia els següents personatges:
- Un tal Arrunci metge de professió
- Un tal arrunci proscrit pels triumvirs el 43 aC
- Luci Arrunci, també proscrit pels triumvirs i més tard cònsol el 22 aC
- Luci Arrunci, cònsol el 6 dC i fill de l'anterior
- Luci Arrunci Camil Escribonià, nascut Marc Furi Camil Escribonià i adoptat per l'anterior
- Arrunci Cels, gramàtic llatí del segle iv